# Успенье (Нижегородская область)
Успе́нье — деревня в городском округе Семёновский. Входит в состав Тарасихинского сельсовета.

## Описание
Расположена в 2 км от административного центра сельсовета — Посёлка станции Тарасиха и 41 км от областного центра — Нижнего Новгорода.
| 2002 | 2010 |
| ---- | ---- |
| 202  | ↘179 |

## География
Деревня расположена на правом берегу реки Линды, севернее устья реки Лазаревки.